# 歐文 (佛羅里達州)
歐文（英語：Irvine）是位於美國佛羅里達州馬里昂縣的一個非建制地區。該地的面積和人口皆未知。

## 地理
歐文的座標為29°24′20″N 82°15′04″W / 29.40556°N 82.25111°W，而該地的平均海拔高度為48米（即157英尺）。